# Jorge Montt
Jorge Montt Álvarez, čilenski admiral, revolucionar in politik, * 26. april 1847, Casablanca, † 8. oktober 1922, Santiago.
Montt je bil predsednik Čila med letoma 1891 in 1896.
Bil je sorodnik dveh drugih predsednikov Čila: Manuela in Pedra Montta.